# Distrito de Panna
Panna (en hindi; पन्ना जिला) es un distrito de la India en el estado de Madhya Pradesh. Código ISO: IN.MP.PA.
Comprende una superficie de 7 135 km².
El centro administrativo es la ciudad de Panna.

## Demografía
Según censo 2011 contaba con una población total de 1 016 028 habitantes, de los cuales 483 162 eran mujeres y 532 866 varones.

## Localidades
- Amanganj